# Goran Stavrevski
Goran Stavrevski (en macédonien : Горан Ставревски), né le 2 janvier 1974 à Bitola, est un footballeur international macédonien. Il évolue au poste de défenseur.
Stavrevski a fait ses débuts en équipe nationale macédonienne en 1998. Il possède 40 sélections (3 buts) avec la Macédoine.

## Palmarès
NK Zagreb
- Champion de Croatie en 2002.